# Calystegia spithamaea
Calystegia spithamaea är en vindeväxtart som först beskrevs av Carl von Linné, och fick sitt nu gällande namn av Frederick Traugott Pursh. Calystegia spithamaea ingår i släktet snårvindor, och familjen vindeväxter.

## Underarter
Arten delas in i följande underarter:
- C. s. purshiana
- C. s. spithamaea
- C. s. stans

## Bildgalleri

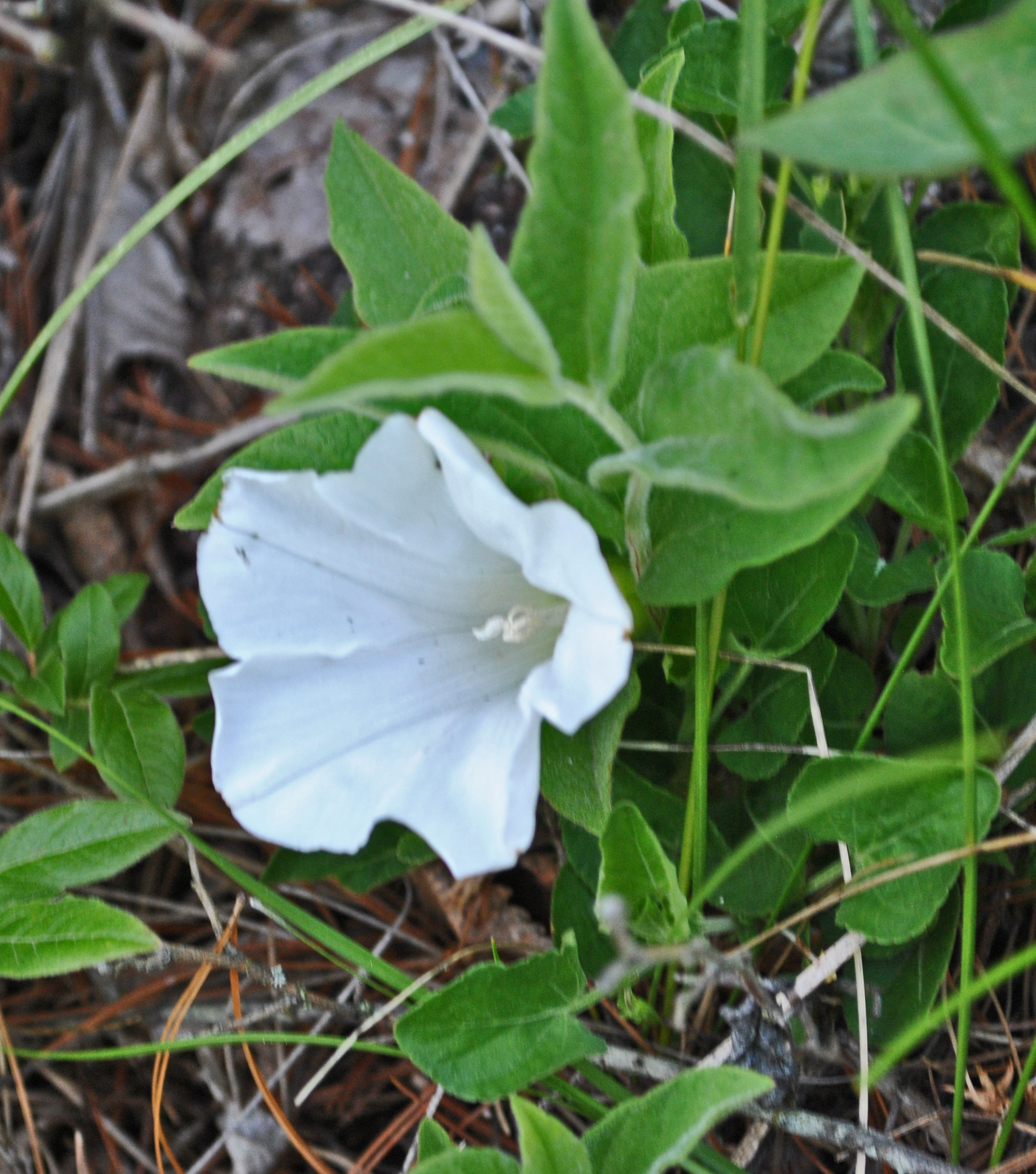